# Première campagne du Kouban
Guerre civile russe

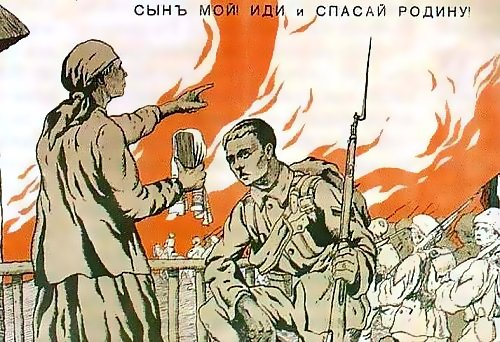
Mon fils, va sauver la patrie, affiche « blanche » de 1919

La première campagne du Kouban (russe : Пе́рвый Куба́нский похо́д), aussi appelée campagne de glace (russe : Ледяно́й поход), du 9 février 1918 (22 février dans le calendrier grégorien) au 30 avril 1918 (13 mai dans le calendrier grégorien),, est la première campagne de l’armée des volontaires au Kouban, la menant sous les attaques de l’armée rouge de Rostov-sur-le-Don à Ekaterinodar puis à nouveau sur le Don lors de la guerre civile russe.
Cette campagne fut la première manœuvre militaire de l’armée des volontaires, qui était encore au stade de sa formation sous le commandement des généraux L. G. Kornilov, M. V. Alekseïev et, après la mort du premier, d’A. I. Dénikine.
L’objectif principal de cette campagne était la jonction de l’armée des volontaires avec les unités blanches du Kouban qui se trouvaient aux environs de Ekaterinodar.

## Évènements précurseurs
Les évènements de février et octobre 1917 conduisirent le pays au bord de l’effondrement et de la guerre civile. Sous ses conditions une partie de l’armée, démobilisée après la signature du traité de Brest-Litovsk par les bolchéviques, décida de s’unir pour rétablir l’ordre (par la suite, il apparut qu’il y avait beaucoup d’opinions divergentes sur la façon de procéder). L’union se fit autour de l’« organisation d’Alekseïev » dont les fondements avaient été posés avec l’arrivée du général Alekseïev à Novotcherkassk le 15 novembre 1917. La situation sur le Don à cette époque était tendue. L’ataman Kaledine, avec lequel le général Alekseïev discuta de ses plans quant à son organisation, répondit favorablement à la demande d’« offrir un asile aux officiers russes », mais au regard de l’opinion de la population locale, il lui recommanda de ne pas rester plus d’une semaine à Novotcherkassk.
Lors d’une réunion extraordinaire des délégués de Moscou et des généraux le 31 décembre 1917 on régla la question du commandement de l’« organisation d’Alekseïev » en tranchant que le commandement militaire serait assumé par le général Kornilov, arrivé sur le Don le 19 décembre.
La formation en urgence des unités et leur préparation au combat furent confiées le 6 janvier 1918 au lieutenant-général de l’état-major S. L. Markov.
À Noël fut annoncé le décret « secret » relatif à l’entrée du général Kornilov au sein du commandement de l’armée qui porta dès lors officiellement le nom armée des volontaires.

« L’armée rouge attaque Novotcherkassk par le nord et Rostov par le sud et l’ouest. Les forces rouges prennent la ville en étau et dans cet étau se démène l’armée des volontaires, se défendant bec et ongles et essuyant de lourdes pertes. Par comparaison avec les forces bolchéviques qui approchent le nombre de volontaires est infime, ils comptent à peine 2000 hommes, et les détachements cosaques du iessaoul Tchernetsov, de Semiletov et Grekov sont tout juste 400 hommes. Nous n’avons pas assez de forces. Le commandement de l’armée des volontaires transfère des unités épuisées et de faible taille d’un front à l’autre, tentant de tenir des positions ici et là. »

Après le refus des cosaques du Don de soutenir l’armée des volontaires débuta l’assaut des bolchéviques sur le Caucase, le général L. G. Kornilov, commandant en chef de l’armée, prit la décision de se retirer de la région du Don.
À Rostov il y avait des munitions, des obus, de l’équipement, des stocks pharmaceutiques et du personnel médical - tout ce qu’il fallait à une armée peu nombreuse gardant la ville. En ville se trouvaient jusqu’à 16 000 officiers en congés, qui ne souhaitaient pas participer à sa défense. Les généraux Kornilov et Alekseïev n’eurent pas alors recours à la réquisition ou à la mobilisation. Les troupes bolchéviques de Sivers qui capturèrent la ville après la retraite des blancs « prirent tout ce dont ils avaient besoin et intimidèrent la population en fusillant quelques officiers ».
Le général Dénikine écrira plus tard dans « esquisse des troubles russes » :
« Début février l’armée en formation comptait dans ses rangs les unités suivantes :
1. Régiment d'assaut de Kornilov (lieutenant-colonel Nejentsev)
2. Régiment Georguievsky — formé d’un petit nombre d’officiers venus de Kiev. (Colonel Kirienko).
3. 1er, 2e, 3e bataillons d’officiers, formés d’officiers regroupés à Novotcherkassk et Rostov. (Colonel Koutepov, colonels Borissov et Lavrentiev, plus tard colonel Simanovski).
4. Bataillons des junkers — formé principalement de junkers des capitales et de cadets. (Capitaine en second Parfionov)
5. Régiment des volontaires de Rostov — formé d’étudiants de Rostov. (Major-général Borovski).
6. Deux divisions de cavalerie. (Colonels Guerchelman et Glasenapp (de)).
7. Deux batteries d’artillerie — principalement des junkers des écoles d’artillerie et des officiers. (Lieutenants-colonels Miontchinski et Iegorine).
8. Toute une série de petites unités, comme la « compagnie de marine » (capitaine de second rang Potemkine), une compagnie du génie, le bataillon du génie tchécoslovaque, l’escadron d’assaut de la division du Caucase (Colonel Chiriaev) et quelques détachements de maquisards portant le nom de leurs chefs.

Tous ces régiments, bataillons et divisions sont surtout composés d’officiers et l’armée ne comptait guère plus que trois à quatre mille hommes et par moments, au cours des lourds combats de Rostov, se retrouvant avec des effectifs insignifiants. L’armée n’avait pas de base d’approvisionnement. Il fallut simultanément se former, se battre et essuyer de lourdes pertes qui détruisaient parfois les unités formées à grande peine.
 »
Le 14 février 1918 l’armée des volontaires perdit la possibilité de rejoindre le Kouban par le chemin de fer : les volontaires durent se retirer de la gare de Bataïsk. Les troupes du général rouge Avtonomov arrivèrent à la gare avec le soutien des cheminots et défirent les volontaires peu nombreux. Ceux-ci réussirent toutefois à tenir la rive gauche du Don et les tentatives d’Avtonomov d’avancer sur Rostov furent repoussées. Les rouges se cantonnèrent à pilonner la ville à l’artillerie lourde.
En même temps, de l’autre côté de Rostov (de Matveïev Kourgan à Taganrog) approchait une autre armée bolchévique : sous la pression et la supériorité numérique du commandant rouge R. Sivers, qui avait su organiser une attaque contre la garnison volontaire de Stavropol avec la 39e division, il fut décidé le 22 février de se retirer de l’autre côté du Don, à la stanitsa Olguinskaïa. La direction à suivre ensuite n’était pas encore choisie, le Kouban ou les terres cosaques du Don.
L’objectif de la campagne naissante, sous des conditions plus que difficiles, était, comme le formulera plus tard le général Dénikine, le suivant :

« Tant que nous vivons, tant que nous avons des forces tout n’est pas perdu. Verrons le flambeau qui scintille faiblement, entendrons la voix appelant au combat ceux qui ne sont pas encore réveillés…
C’est là le sens profond de la première campagne du Kouban. Inutile de venir avec les arguments froids de la politique et de la stratégie à ce phénomène ou tout est du domaine de l’esprit et de l’exploit. À travers les steppes libres du Don et du Kouban marcha l’armée des volontaires, avec de faibles effectifs, en loques, traquée, encerclée comme le symbole d’une Russie et d’un étatisme russe traqués.
Sur toute l’étendue de l’immense pays il n’y a qu’un endroit où flotte ouvertement le drapeau tricolore national, c'est le quartier général de Kornilov. »

## Composition du détachement
Le détachement qui partit dans la nuit du 22 au 23 février de Rostov-sur-le-Don, comportait:
- 242 officiers d’état-major (190 colonels)
- 2078 officiers supérieurs (215 capitaines, 251 capitaines en second, 394 lieutenants, 535 sous-lieutenants, 668 aspirants)
- 1067 troupiers (dont 437 junkers et cadets)
- 630 volontaires (364 sous-officiers et 235 soldats, dont 66 Tchèques)
- Personnel médical : 148 personnes — 24 médecins et 122 sœurs de miséricorde)

Le détachement était accompagné d’un nombre important de civils fuyant les bolchéviques.
Cette marche, accompagnée de lourdes pertes, fut le point de départ de la résistance blanche au sud de la Russie.
Malgré les difficultés et les pertes du creuset de la campagne de glace émergea une véritable armée de cinq mille hommes, endurcis au combat. Après les évènements d’octobre seul ce nombre des militaires de l’armée impériale russe décida fermement de se battre. L’armée était suivie d’un convoi de femmes et d’enfants. Les vétérans de la campagne reçurent le titre honorifique de « Participant de la première campagne (en russe : Первопоходник) ».
D’après l’historien soviétique Kavtaradze l’origine sociale des 2 350 membres du commandement de l’armée se répartissaient comme suit:
- Nobles héréditaires — 21 %;
- Fils d’officiers (à l’exclusion des officiers supérieurs) — 39 %;
- Bourgeois, cosaques, paysans — 40 %.

## La campagne

Carte de la campagne

Les généraux Alekseïev et Kornilov prirent la décision de partir vers le sud, en direction d’Ekaterinodar, comptant sur les sentiments anti-soviétiques des cosaques du Kouban et des peuples du Nord-Caucase et souhaitant faire de la région militaire du Kouban la base de leurs actions futures. La taille de leur armée correspondait à un régiment de trois bataillons. Elle ne portait le nom d’armée qu’en raison de l’ennemi qu’elle combattait (dont les troupes formaient une armée complète) et parce qu’elle était l’héritière de l’armée impériale russe, sa représentante.
Le 22 février 1918, l’armée des volontaires passa sur la rive gauche du Don et se rendit à la stanitsa Olguinskaïa. Là elle se réorganisa en trois régiments d’infanterie (le régiment de marche des officiers, le régiment d'assaut de Kornilov et un régiment de maquisards) ; elle comptait également un bataillon de junkers, un d’artillerie (10 pièces) et deux divisions de cavalerie. Le 25 février les volontaires se dirigèrent vers Ekaterinodar en contournant la steppe du Kouban. Les troupes passèrent par les stanitsy Khomoutovskaïa, Kagalnitskaïa et Iegorlykskaïa, et pénétrèrent dans le gouvernement de Stavropol (Lejanka) avant de retourner dans la région du Kouban, ils franchirent la ligne de chemin de fer Rostov-Tikhoretsk avant de descendre sur la stanitsa Oust-Labinskaïa où ils franchirent le fleuve Kouban.
Les troupes se trouvaient en permanence au contact belliqueux des troupes numériquement supérieures de l’armée rouge, dont les effectifs croissaient régulièrement alors que les rangs des volontaires se faisaient chaque jour plus rares. Toutefois ils parvinrent à remporter victoire sur victoire :

« Les faibles effectifs et l’impossibilité de battre en retraite, ce qui aurait signifié une mort certaine, ont amené les volontaires à développer leur propre tactique. Son fondement était la conviction, que vu la supériorité numérique de l’adversaire et la frugalité de leurs propres réserves de munitions il fallait attaquer et uniquement attaquer. Cette vérité, indiscutable dans une guerre de mouvement, était dans le sang des volontaires de l’armée blanche. Ils attaquaient toujours.
De plus leur tactique incluait toujours des attaques sur les flancs de l’ennemi. Le combat commençait par un assaut frontal d’une ou deux unités d’infanterie. L’infanterie avançait en ligne éparse, s’allongeait de temps à autre afin de laisser les mitrailleuses entrer en action. Il était impossible de couvrir tout le front de l’ennemi, sinon l’intervalle entre les soldats aurait atteint cinquante, voire cent pas. À un ou deux endroits se formait un « groupe de choc » pour enfoncer le front. L’artillerie volontaire ne visait que les objectifs les plus importants, n’utilisant que rarement quelques obus pour soutenir l’infanterie. Quand l’infanterie se relevait pour repousser l’ennemi il ne pouvait plus y avoir d’interruption. Quelle que soit la force des effectifs de l’ennemi il ne résistait jamais à la ruée des volontaires. »

Le 14 mars 1918, l’Armée rouge occupa Ekaterinodar abandonné sans combat par les troupes du colonel Pokrovski qui s’étaient retirées vers Maïkop, ce qui rendit la situation de l’armée des volontaires encore plus précaire. Les premières rumeurs de la prise de Ekaterinodar par les rouges atteignirent les volontaires le 15 mars à Vyselki, alors que ceux-ci se dirigeaient vers la ville. L’information fut définitivement confirmée deux jours plus tard après la prise de Korenovskaïa à l’issue de combats acharnés, par un journal soviétique trouvé dans la stanitsa. La nouvelle rendait l’idée stratégique de la campagne du Kouban caduque, alors que des centaines de volontaires avaient déjà laissé leur vie pour elle. Le général Kornilov décida de marcher vers le sud plutôt que sur Ekaterinodar, afin de franchir le fleuve Kouban et laisser ses hommes se reposer dans les stanitsy cosaques et aouls tcherkesses des montagnes et « attendre des conditions plus favorables ».
Bien que le général Alekseïev ait été déçu par le choix de rejoindre le Transkouban il n’insista pas pour réviser la décision de Kornilov, car les raisons de cette décision étaient sérieuses. De plus les relations entre les deux chefs de l’armée se dégradaient, Alekseïev se retira des questions d’état-major. Le général Dénikine estimait que l’ordre de marcher vers le sud était une « erreur fatidique » et était plus enclin à intervenir : avec le soutien Romanovski il tenta de convaincre le commandant de l’armée. Mais malgré les efforts des généraux ils ne firent pas changer d’idée Kornilov, prenant en considération toutes les pertes et l’épuisement des troupes il restait sur sa décision : « si Ekaterinodar avait tenu il n’y aurait pas d’autre choix. Mais maintenant nous ne pouvons pas courir le risque ».
Les motifs de Dénikine et Romanovski étaient liés au fait que le but de la campagne, Ekaterinodar, n’était plus éloigné que de quelques marches et toute l’armée était fixée sur la capitale du Kouban comme point final de la campagne, chaque ralentissement, qui plus chaque détour de cet objectif risquait de porter un « lourd coup au moral de l’armée », l’état d’esprit des troupes qui seul pouvait compenser l’infériorité numérique face aux troupes d’Avtonomov et Sorokine ainsi que l’absence de base d’approvisionnement.
L’historien S. Karpenko estime qu’il était en fait impossible de prédire qui de Dénikine et Romanovski ou de Kornilov proposait la meilleure option et qui une « erreur mortelle ». L’état-major de l’armée des volontaires n’avait aucune idée de ce qui se passait au-delà de la zone occupée par l’armée, au-delà de l’étau de l’ennemi. Chacun des généraux volontaires ne pouvait se fonder que sur des « suppositions théoriques et l’intuition ».
Dans la nuit du 5 au 6 mars l’armée du général Kornilov se dirigea vers Oust-Labinskaïa, virant vers le sud et repoussant l’assaut de troupes de Sorokine. Au matin du 8 mars elle força la traversée de la rivière Laba et s’engagea en direction de Maïkop. Se retrouvant au Transkouban « entouré de toutes parts de bolchéviques », chaque village devant être pris au combat, le général Kornilov décida de changer de cap en direction de l’ouest et des aouls tcherkesses après la traversée de l’affluent du Kouban Belaïa. Le général comptait profiter du soutien de la population locale pour donner un peu de repos à ses hommes et conserver ses chances de jonction avec les troupes cosaques du Kouban de Pokrovski.
Toutefois, une ironie du sort, le commandement des troupes du Kouban décida le 7 mars, sur foi d’informations dépassées de la marche de Kornilov sur Ekaterinodar, d’arrêter de tenter de prendre Maïkop et de rebrousser chemin jusqu’au fleuve Kouban pour y rejoindre l’armée de Kornilov. Seule la jonction avec l’armée des volontaires présentait une lueur d’espoir pour les troupes du Kouban, dont la préparation au combat s’était avérée insuffisante lors des premières escarmouches avec l’ennemi. Après quatre jours de lourds combats, encerclés par l’ennemi et cherchant au hasard à se trouver l’un l’autre les troupes du Kouban et l’armée des volontaires se rejoignirent. Le 11 mars les cosaques du Kouban épuisés se dirigeaient vers Kaloujskaïa et tombèrent sur une importante unité rouge à proximité de l’aoul Chendji, même les civils prirent part au combat, quand une patrouille du régiment d'assaut de Kornilov les découvrit.
Le 17 mars à Novo-Dmitrievskaïa, après une défense acharnée des cosaques du Kouban, qui souhaitaient conserver une force armée indépendante, fut signé un « accord d’union » et les unités militaires du gouvernement de la région du Kouban furent incluses dans l’armée de Kornilov, le gouvernement s’engageant à participer au renforcement des effectifs et à l’approvisionnement de l’armée des volontaires. Finalement l’armée comptait 6 000 hommes, répartis dans trois brigades, le nombre des pièces d’artillerie grimpa à 20.

### «La campagne de glace»
En mars 1918 les conditions météorologiques se dégradèrent brutalement : pluie et gel intermittents firent que les manteaux militaires se couvrirent de glace. Affaiblie par de nombreux combats et des marches forcées quotidiennes épuisantes à travers la terre lourde et gorgée d’eau du Kouban, l’armée des volontaires souffrit de nombreux revers de fortune. Là-dessus les températures descendirent jusqu’à moins 20 °C, les sommets se couvrirent d’une neige épaisse. Les témoins rapportent qu’il fallait par moments libérer le soir les blessés étendus sur les charrettes d’une couche de glace à l’aide des baïonnettes.
Durant cette période eut lieu un combat acharné, connu comme bataille de Novo-Dmitrievskaïa le 28 mars 1918 (15 mars selon l’ancien calendrier). Les combattants du 1er régiment d’officier du général Markov qui s’y distinguèrent particulièrement reçurent le nom de « Markovskye (russe : Марковские) ». Le général Dénikine nota par la suite : « 15 mars, campagne de glace, gloire au général Markov et au régiment d’officiers, la fierté de l’armée des volontaires et l’un des plus beaux souvenirs des participants de la première campagne des jours derniers, comme dans une histoire, un conte ».
Ce combat vers Novo-Dmitrievskaïa et les marches à travers la steppe gelée qui l’ont précédées et l'ont suivies furent appelés par l’armée la « campagne de glace » :

« La pluie tomba durant toute la nuit précédente, sans discontinuer au matin, l’armée marchait à travers une étendue d’eau et de boue, sur les chemins et sans chemins, qui se perdait dans le brouillard épais s’étendant sur les champs. L’eau froide pénétrait tous les vêtements, coulait en filets tranchants et glacés dans le col. Les gens avançaient lentement, frissonnant de froid et traînant lourdement leurs jambes dans leurs bottes enflées, remplies d’eau. Vers midi se mirent à tomber de gros flocons de neige lourde et le vent se mit à souffler. Les yeux, le nez et les oreilles sont pris, la respiration manque, et le visage est comme piqué par des aiguilles acérées... »

« …Entretemps les conditions climatiques changèrent une fois de plus : soudainement survint le gel, le vent se renforça, une tempête de neige commença. Les hommes et les chevaux furent rapidement couverts d’une couche de glace ; tous semblaient gelés jusqu’aux os ; recroquevillés, comme si un habit de bois enserrait le corps ; difficile de tourner la tête, difficile de monter le pied à l’étrier. »

Quant à l’origine du terme « campagne de glace », on relate une autre histoire dans le livre Markov et les Markovtsy.

« Immédiatement après la bataille dans les rues de Novo-Dmitrievskaïa prise peu auparavant le général Markov rencontra une jeune sœur de miséricorde du bataillon des junkers.
C’était une véritable campagne de glace ! — déclara la sœur.
Oui, oui ! Vous avez raison ! — convint le général Markov. »

Le nom « de glace », « donné par la sœur » et « confirmé » par le général Markov fut par la suite attribué à la première campagne du Kouban de l’armée des volontaires.

### La mort de Kornilov
Les volontaires avaient après la jonction avec les troupes cosaques un nouvel objectif : prendre Ekaterinodar. L’armée resta à Novo-Dmitrievskaïa jusqu’au 22 mars, l’état-major préparait la prise de la capitale du Kouban. Les troupes se reposaient et se reformaient tout en repoussant constamment les attaques d’Avtonomov venant de Grigorievskaïa.
Ayant traversé le Kouban vers la stanitsa Elizavetinskaïa, les troupes entamèrent l’assaut de Ekaterinodar, défendu par vingt mille hommes de l’Armée rouge du sud-est au ordre d’Avtonomov et Sorokine.
Le 9—13 avril 1918, l’armée des volontaires tentant sans succès de prendre la capitale du Kouban, Ekaterinodar, au cours des opérations le général Kornilov fut tué par un éclat d’obus le 13 avril (31 mars de l’ancien calendrier). Le général Dénikine prit le commandement de l’armée, les pertes lors de l’assaut infructueux furent de quatre cents tués et mille cinq cents blessés. Dénikire décida le repli et parvint sous le feu ennemi de tous côtés à mener ses troupes via Medvedoskaïa, Dïadkovskaïa et sortir de l’encerclement grâce aux efforts héroïques du lieutenant-général S. L. Markov lors de passage de la ligne de chemin de fer Tsarytsine-Tikhoretsk.
D’après les témoins de l’époque les évènements se déroulèrent comme suit :

« Vers 4 heures du matin les unités de Markov commencèrent à traverser les voies de chemin de fer. Markov, ayant emmené le garde-barrière avec lui, disposa son infanterie et envoya des éclaireurs dans la stanitsa pour parer aux attaques de l’ennemi et commença à transférer les blessés, les charrettes et l’artillerie. Soudain un train blindé rouge vint de la gare et s’approcha du passage à niveau où se trouvait déjà l’état-major avec les généraux Alekseïev et Dénikine. Il ne restait plus que quelques mètres jusqu’au passage quand Markov se mit à inonder d’insultes le train, restant fidèle à lui-même : « Arrête ! Espèce de ... ! Racaille ! Tu écrases les tiens ! » et se précipita sur les voies. Quand le train s’immobilisa Markov s’éloigna (certains disent qu’il jeta alors une grenade) et deux canons de trois pouces se mirent à tirer à bout portant sur les vérins et roues du train. Un combat intense avec l’équipage du train blindé s’engagea à l’issue duquel l’équipage fut vaincu et le train brûlé. »

Le 12 mai les troupes de l’armée des volontaires étaient de retour dans la région du Don. Le lendemain la campagne légendaire était finie.

## Résultats

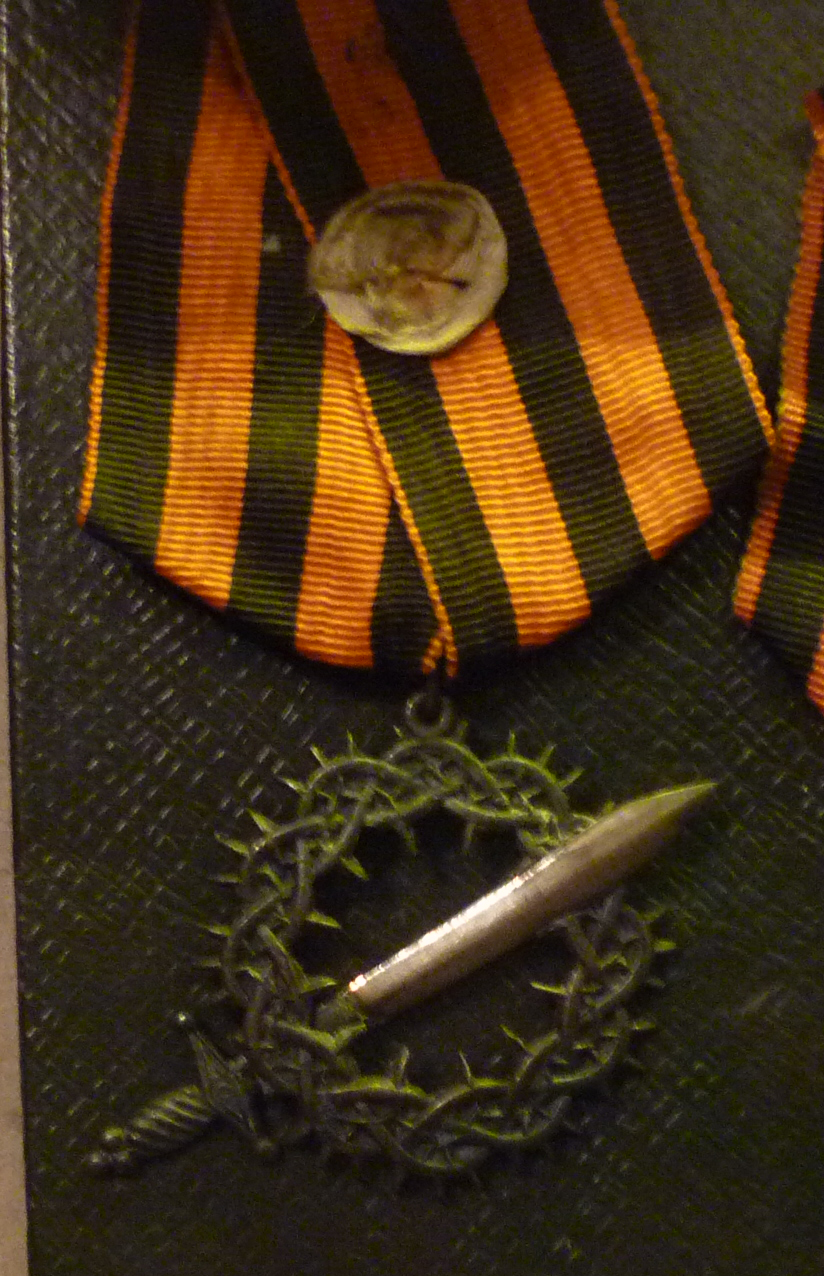
Médaille du mérite pour la première campagne du Kouban, instaurée par Dénikine en 1918, l’une des décorations des armées blanches les plus estimées

La « campagne de glace », ainsi que les deux autres « premières campagnes » se déroulant en même temps qu’elle (la marche de Iași au Don et la campagne de la steppe des cosaques du Don), formèrent l’esprit, la tradition et le sentiment fraternel des volontaires. Les trois campagnes montrèrent aux participants du mouvement blanc qu’il était possible de combattre et de vaincre malgré des rapports de force défavorables, dans des conditions difficiles, semblant parfois sans issue. Ces campagnes remontèrent le moral des terres cosaques et incita de plus en plus de volontaires à rejoindre les rangs des armées blanches.
À la fin de la campagne de l’armée des volontaires, décrivant un « 8 » dans le Kouban, le responsable d’état-major lieutenant-général I. P. Romanovski dit :

« Il y a deux mois nous étions à ce même endroit, au début de la campagne. Quand étions-nous plus forts, alors ou maintenant ? Je pense que c’est maintenant. La vie nous a poussé dans son mortier infernal mais ne nous a pas broyés ; elle n’a fait que renforcer notre persévérance et notre volonté ; et c’est cette résistance qui ne succombera sous aucun coup porté…, »

Alexandre Trouchnovitch écrira par la suite que l’histoire de la campagne de glace

« sert de preuve pour la primauté de l’état d’esprit [des troupes], à l’exclusion, naturellement, d’un atout technique exceptionnel »

et le justifie comme suit :

« Lors des 33 combats de la campagne de glace il n’y en eu pas un où les forces bolchéviques ne dépassaient pas six à dix fois le nombre des volontaires. »

On ne saurait dire que la campagne fut un échec (en termes militaires une défaite) comme le font certains historiens. Une chose est sûre : c’est cette campagne qui permit avec ces lourds combats et privations de former le noyau des futures Forces Armées du Sud de la Russie, l’Armée Blanche.
De plus le résultat de cette manœuvre fut de revenir sur les terres des cosaques du Don qui avaient alors généralement revu leur façon de penser sur les bolchéviques.
Les participants de la première campagne étaient fiers et se souvenaient de leur passé. Le général Dénikine racontait :

« Si on nous enlève notre « volontariat », si on fait une croix sur les pages les plus glorieuses de notre lutte, que reste-t-il de notre passé... Mais cela ne sera pas car rien ni personne ne pourra effacer notre glorieuse histoire. »

Dans l’émigration les vétérans de la campagne fondèrent l’union des participants à la première campagne du Kouban (campagne de glace) du général Kornilov, faisant partie de l’Union générale des combattants russes (ROVS).